# Christel Hiel
Christel Hiel (20 januari 1976) is een Belgische voormalig roeister en trainer. Hiel is actief als hoofdtrainer bij ARV Sculling en hoofdcoach junioren bij de Vlaamse Roeiliga.

## Carrière

### Roeister
Hiel haar internationale carrière begon op de Coupe de la Jeunesse in Glasgow. Hier won ze zilver op zaterdag en kon ze haar toernooi afsluiten met een gouden medaille op zondag, beide in de dubbelvier. In 1992 ging ze opnieuw naar de Coupe de la Jeunesse, ditmaal op de Rotsee in Luzern.  Ze behaalde hetzelfde resultaat, maar ditmaal in het prestigieuzere skiffnummer. In 1993 was ze voor het eerst geselecteerd voor het wereldkampioenschap, dit in Årungen, in de buurt van Oslo. Hier haalde Hiel een zilveren medaille met Elke Seps. Ze ziet dit als het hoogtepunt van haar carrière als roeister.  In 1994 werd ze 13e op het wereldkampioenschap junioren op de olympische roeibaan te Munchen in skiff dit maal. Tot slot, in 1996 werd ze  6e op het wereldkampioenschap U23 in haar thuisbasis, Hazewinkel met Karen Baetsle in de dubbeltwee. 

### Coach
Na haar roeicarrière is Christel Hiel coach geworden. Ze heeft een trainer A-diploma. Ze is in 2005 hoofdcoach geworden bij ARV Sculling, de roeiclub waarvoor ze ook zelf geroeid heeft.
Daarnaast is ze meerdere keren ook coach voor het nationaal roeiteam geweest. Ze heeft Leen Blondelle en Marianne de Ridder begeleid doorheen hun carrières.  Ook, was onder andere coach van de junioren dames vier-zonder stuurman dat 4e is geworden op het EK junioren in Trakai, Litouwen en 9e op het WK op de Willem-Alexander baan te Rotterdam. Daarna is ze coach geweest van Ruben Somers, een roeier van haar club. Met Somers is ze naar de Wereldbeker I gegaan in Belgrado in 2017, het WK U23 te Plovdiv, Bulgarije in 2017, de wereldbeker I en III in Belgrado en op de Rotsee in Luzern en naar het Europees kampioenschap te Glasgow. Christel is ook vele malen mee geweest naar de Coupe de la Jeunesse als coach. 
In 2020 is Hiel door het ontslag van Dominique Basset - de technisch directeur van 2009 tot 2020 - junior coördinator geworden voor de Vlaamse Roeiliga.

## Palmares
| Jaar | Plaats | Evenement                                 |
| ---- | ------ | ----------------------------------------- |
| 1991 | ,      | Coupe de la Jeunesse Glasgow (Dubbelvier) |
| 1992 | ,      | Coupe de la Jeunesse Luzern (Skiff)       |
| 1993 | Zilver | WK Junioren Årungen (Dubbeltwee)          |
| 1993 | 5e     | C.R.A.S.H.-B Boston                       |
| 1994 | 13e    | WK Junioren Munchen (Skiff)               |
| 1996 | 6e     | WK U23 Hazewinkel (Dubbeltwee)            |